# 유선호 (정치인)
유선호(柳宣浩, 1953년 9월 27일 ~ , 전라남도 영암군)는 대한민국의 변호사이자 제15·17·18대 국회의원을 지낸 정치인이다. 부인 곽경리와 1남 1녀의 자녀가 있다.

## 생애
1980년 제23회 사법고시에 합격하여 사법연수원을 수료하고 변호사 사무실을 개업했다. 이후 박종철 고문치사 사건,  부천서 성고문 사건(1986년), 임수경 방북 사건(1989년), 노동자 시인 박노해 사건 등의 시국사건을 변호하였으며 특히 박노해 사건에서 국가안전기획부장을 상대로 항고해 '안기부가 피의자의 변호인 접견을 제한하는 것은 법률에 위배된다'는 대법원 결정을 이끌어냈다. 진보 성향의 법조인 단체인 민변의 발기인으로 참여하며 인권 변호사로 활동했다.
재야출신들로 구성된 '통일시대 민주주의 국민회의'를 통해 1994년 정계에 입문하여 1995년 새정치국민회의 군포시 지구당위원장으로 맡아 이듬해 4월의 15대 총선에서 당선됐지만, 2000년 16대 총선에서는 한나라당 김부겸 의원에게 재검표까지 가는 승부 끝에 254표 차로 석패했다.
낙선 이후에 경기도 정무부지사(2001년 6월 ~ 9월), 청와대 정무수석(2001년 9월 ~ 2003년 2월)을 지낸 뒤, 열린우리당 창당 발기인으로 참여했다. 그러나 17대 총선을 앞두고 중앙당 측에서 김부겸 과의 경선 요구를 묵살하고, 신생 선거구 안산시 단원구 을에 공천하자 탈당 후 무소속 출마를 시도했다.
하지만 2004년 3월 12일 노무현 대통령 탄핵 소추안이 국회를 통과하면서 사표 우려가 제기되자 열린우리당에 복당했다. 그 후 고향인 장흥군·영암군에 전략 공천되어 재선에 성공했고, 2008년 3선 국회의원으로 대한민국 국회 제18대 국회 전반기 법제사법위원회 위원장으로 활동하다가 18대 국회 후반기 국토해양위원회 의원으로 재직했다.

## 학력
- 목포북교국민학교 졸업
- 목포중학교 졸업
- 1972년: 목포고등학교 졸업
- 1980년: 서울대학교 법과대학 법학 학사
- 서울대학교 대학원 법학 석사

## 경력
- 1980년: 제23회 사법시험 합격
- 1983년: 제15기 사법연수원 수료
- 대한변호사협회 인권위원
- 민주사회를 위한 변호사모임 홍보간사
- 통일시대민주주의국민회의 인권위원장
- 참여연대 공익소송센터 부소장
- CBS 해설위원
- 인권운동사랑방 운영위원
- 새정치국민회의 인권특별위원회 총무
- 새정치국민회의 경기도 지부 군포시 지구당위원장
- 21세기 푸른정치모임 창립회원, 운영위원
- 1996년 4월 11일: 대한민국 제15대 국회의원 선거 당선(경기 군포시, 새정치국민회의, 초선)
- 1996년 5월 30일~2000년 5월 29일: 제15대 국회의원(경기 군포시, 새정치국민회의→새천년민주당, 초선)
  - 제15대 국회 국회운영위원회 위원
  - 제15대 국회 내무위원회 위원
  - 제15대 국회 행정자치위원회 간사
  - 제15대 국회 정치개혁특별위원회 위원
- 새정치국민회의 인권위원장
- 새정치국민회의 원내부총무
- 새천년민주당 김대중 총재특별보좌역
- 새천년민주당 경기도 지부 부지부장
- 2000년~2003년: 새천년민주당 경기도 지부 군포시 지구당위원장, 인권위원장
- 2001년 5월 17일~9월 9일: 경기도 정무부지사
- 2001년 9월 11일~2002년 1월 19일: 대통령비서실 정무수석비서관
- 2003년~2004년: 열린우리당 법률구조지원단장
- 2004년 4월 15일: 대한민국 제17대 국회의원 선거 당선(전남 장흥군·영암군, 열린우리당, 재선)
- 2004년 5월 30일~2008년 5월 29일: 17대 국회의원(전남 장흥군·영암군, 열린우리당→대통합민주신당→통합민주당, 재선)
  - 제17대 국회 문화관광위원회 위원
  - 제17대 국회 예산결산특별위원회 위원
  - 제17대 국회 통일외교통상위원회 간사
  - 제17대 국회 정보위원회 간사
- 2005년: 열린우리당 전라남도당 위원장
- 2008년 4월 9일: 대한민국 제18대 국회의원 선거 당선(전남 장흥군·강진군·영암군, 통합민주당, 3선)
- 2008년 5월 30일~2012년 5월 29일: 18대 국회의원(전남 장흥군·강진군·영암군, 통합민주당→민주당→민주통합당, 3선)
  - 제18대 국회 법제사법위원회 위원장
  - 제18대 국회 국토해양위원회 위원
- 2008년~2011년: 민주당 전라남도당 장흥군·강진군·영암군 지역위원회 위원장
- 2009년 1월~: 법무법인 원 변호사
- 2011년~2012년: 민주통합당 전라남도당 장흥군·강진군·영암군 지역위원회 위원장

## 역대 선거 결과
|  | 31.89% |

|  | 45.29% |

|  | 46.06% |

|  | 67.66% |

|  | 8.32% |

## 소속 정당
| 소속 정당 | 소속 정당      | 소속 기간 | 비고           |
| --------- | -------------- | --------- | -------------- |
|           | 새정치국민회의 | 1996~2000 | 정계 입문      |
|           | 새천년민주당   | 2000~2001 | 합당           |
|           | 무소속         | 2001~2002 | 탈당           |
|           | 새천년민주당   | 2002~2003 | 복당           |
|           | 무소속         | 2003      | 탈당           |
|           | 열린우리당     | 2003~2004 | 창당           |
|           | 무소속         | 2004      | 탈당           |
|           | 열린우리당     | 2004~2007 | 복당           |
|           | 대통합민주신당 | 2007~2008 | 합당           |
|           | 통합민주당     | 2008      | 합당           |
|           | 민주당         | 2008~2011 | 당명 변경      |
|           | 민주통합당     | 2011~2013 | 합당           |
|           | 민주당         | 2013~2014 | 당명 변경      |
|           | 새정치민주연합 | 2014~2015 | 합당           |
|           | 무소속         | 2015~2016 | 탈당           |
|           | 국민회의       | 2016      | 창당준비위원회 |
|           | 국민의당       | 2016      | 합당           |
|           | 무소속         | 2016~현재 | 탈당           |

## 같이 보기
- 군포시 (1996년 선거구)
- 군포시의 국회의원
- 장흥군·영암군
- 장흥군의 국회의원
- 강진군의 국회의원
- 장흥군·강진군·영암군
- 영암군의 국회의원
- 대한민국의 대통령비서실 수석비서관
- 경기도 부지사